# Onix Cortés
Onix Cortés Aldama (ur. 12 grudnia 1988) – kubańska judoczka. Olimpijka z Londynu 2012, gdzie zajęła dziewiąte miejsce w wadze średniej.
Brązowa medalistka mistrzostw świata w 2014, piąta w 2011, siedemnasta w 2010; uczestniczka zawodów w 2013, 2015 i 2019. Zdobyła dwa medale w drużynie. Startowała w Pucharze Świata w latach 2006, 2009, 2010, 2012, 2016 i 2019. Złota medalistka igrzysk panamerykańskich w 2011, srebrna w 2015 i brązowa w 2019; piąta w 2007. Czterokrotna medalistka igrzysk Ameryki Środkowej i Karaibów. Zdobyła siedem medali na mistrzostwach panamerykańskich w latach 2007 - 2018. Trzecia na uniwersjadzie w 2013 roku.

## Letnie Igrzyska Olimpijskie 2012
| Konkurencja | Eliminacje               | Klas. końcowa |
| Konkurencja | Przeciwnik I             | Miejsce       |
| ----------- | ------------------------ | ------------- |
| 70 kg       | Haruka Tachimoto (JPN) P | 9.            |